# Moschino
Moschino je italský módní dům a výrobce dámské, pánské a dětské módy.

## Historie

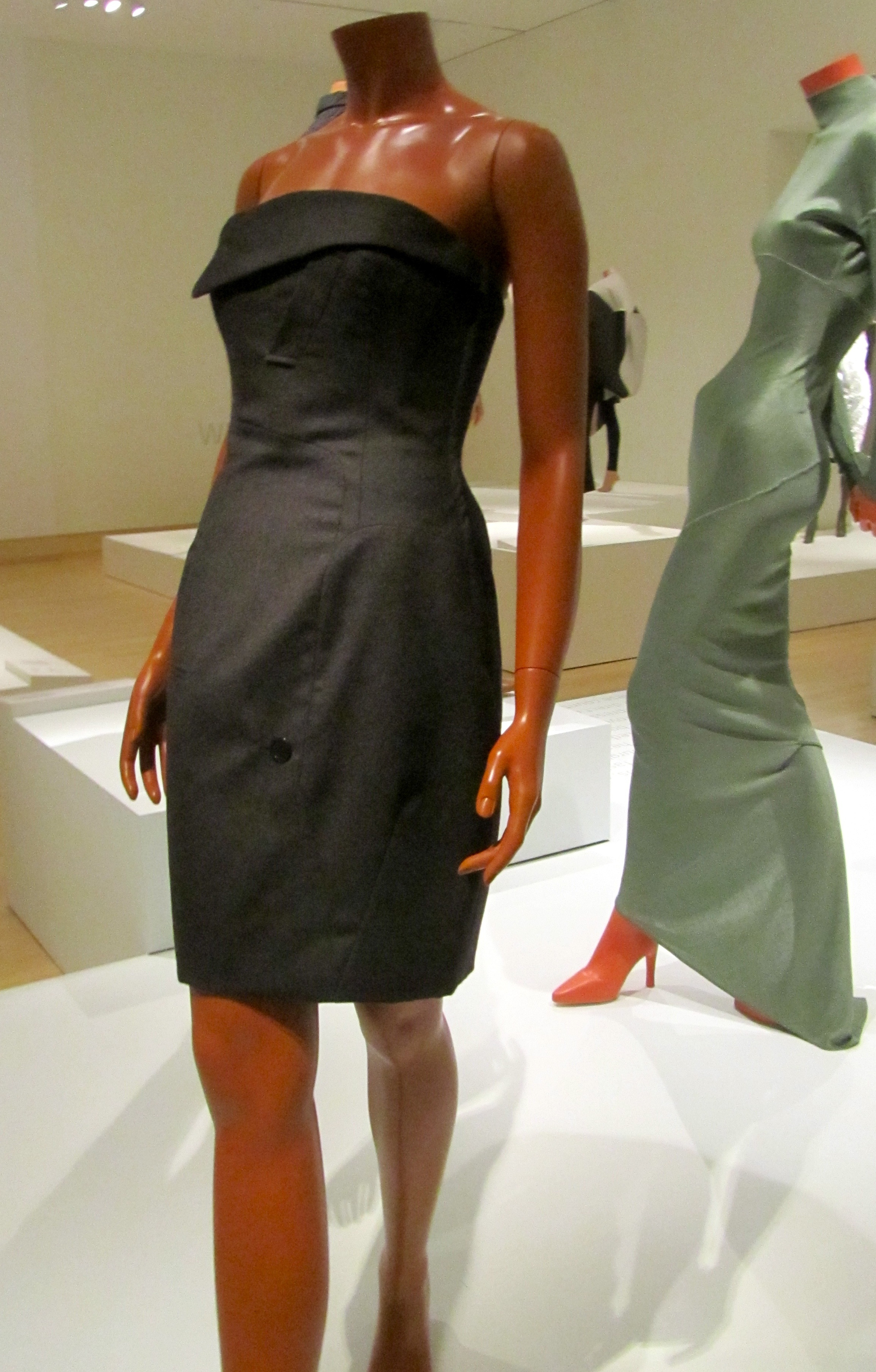
Šaty značky Moschino

Značku v roce 1983 vytvořil Franco Moschino (1950–1994). Moschino a jeho značka se proslavili za své inovativní, barevné – někdy výstřední – návrhy, za kritiku módnímu průmyslu a za sociálně osvětové kampaně na počátku devadesátých let. Po předčasné smrti Moschina se jeho bývalá asistentka Rossella Jardini stala kreativní ředitelkou. Od roku 1999 je značka součástí módní skupiny Aeffe. V roce 2006 značka navrhovala oblečení pro slavnostní zahájení zimních olympijských her v Turíně. Moschino také navrhoval oblečení pro turné Kylie Minogue s názvem Showgirl - The Greatest Hits Tour a Madonnino Sticky & Sweet Tour.

## Obchody
Moschino má globální síť prodejen. V únoru 2009 Moschino otevřel svůj virtuální butik, kde je možné si zakoupit oblečení a doplňky z kolekcí Moschino, Moschino Uomo, Moschino CheapAndChic a Love Moschino Donna and Uomo. Webové stránky butiku jsou www.moschino.com.
Během několika posledních let se mnoho obchodů značky otevřelo v Evropě (Řím, Capri, Londýn, Paříž a Berlín), New Yorku ve Spojených státech, ve východní Evropě (Dněpropetrovsk a Kyjev na Ukrajině, Moskva, Jekatěrinburg a Petrohrad v Rusku), v Almaty v Kazachstánu, v Istanbulu v Turecku, na Středním východě (Rijád a Džidda v Saúdské Arábii, dále Doha, Dubaj, Kuvajt a Bahrajn), Mumbai a Bengalúru v Indii a na Dálném východě (Hongkong, Osaka, Singapur, Tchaj-pej, Kao-siung, Kuala Lumpur, Šanghaj, Soul, Peking, Ta-lien, Chang-čou, Šen-čen a Šen-jang).
Navíc se butiky společnosti dostaly do prostor v nejprestižnějších obchodních domech světa jako Saks Fifth Avenue ve Spojených státech, Saks v Mexico City, Isetan, Takashimaya a Daimaru v Japonsku, Shinsegae, Lotte a Hyundai v Jižní Koreji, Harvey Nichols, Harrods a House of Fraser v Londýně, Printemps v Paříži, Oberpollinger v Mnichově, El Corte Ingles v Madridu a La Rinascente a Coin v Miláně.

## Značky
- Moschino Couture! (od 1983)
- Moschino Jeans (od 1986 do 2009)
- Moschino Cheap and Chic (od 1988)
- Nature Friendly Garment by Moschino (od 1994)
- Friends Men Moschino (od 2005)
- Moschino Funny (od 2006)
- Love Moschino (od 2009)

## Parfémy
Parfémy Moschino jsou vyráběny na základě licence Euroitalia:
- Moschino, dámská vůně vydaná v roce 1987
- Pour Homme, pánská vůně vydaná v roce 1990
- Cheap and Chic, dámská vůně vydaná v roce 1995
- Oh! De Moschino, dámská vůně vydaná v roce 1996
- Uomo?, pánská vůně vydaná v roce 1998
- L'Eau Cheap and Chic, dámská vůně vydaná v roce 2001
- Couture!, dámská vůně vydaná v roce 2004
- I Love Love, dámská vůně vydaná v roce in 2005
- Hippy Fizz, dámská vůně vydaná v roce 2006
- Friends Men, pánská vůně vydaná v roce 2006
- Funny!, dámská vůně vydaná v roce 2007
- Glamour, dámská vůně vydaná v roce 2008
- Moschino Forever, pánská vůně vydaná v roce 2011
- Pink Bouquet, dámská vůně vydaná v roce 2012